# Първенство на България по футбол 1995/96
Групата е съставена от 16 отбора, играе се всеки срещу всеки в две срещи на разменено гостуване. За победа се начисляват 3 точки, за равенство 1, а за загуба не се начисляват точки. Отборите заели последните три места отпадат в Б група. Новите отбори в групата са ЛЕКС (Ловеч), Монтана (Монтана), Нефтохимик (Бургас) и Спартак (Пловдив). Актуален шампион е Левски 1914 (София).

## Класиране
| Отбор | Отбор                       | М  | П  | Р | З  | Г.Р.  | Г.Р. | Т  |
| ----- | --------------------------- | -- | -- | - | -- | ----- | ---- | -- |
| 1     | Левски (София) (ш)          | 30 | 26 | 1 | 3  | 84:15 | +69  | 79 |
| 2     | Локомотив (София)           | 30 | 21 | 5 | 4  | 59:30 | +29  | 68 |
| 3     | Ботев (Пловдив)             | 30 | 18 | 6 | 6  | 66:31 | +35  | 60 |
| 4     | Славия (София)              | 30 | 16 | 5 | 9  | 63:35 | +28  | 53 |
| 5     | ЦСКА (София)                | 30 | 13 | 7 | 10 | 51:46 | +5   | 46 |
| 6     | Спартак (Пловдив) (н)       | 30 | 12 | 7 | 11 | 33:34 | -1   | 43 |
| 7     | Локомотив (Пловдив)         | 30 | 13 | 3 | 14 | 48:38 | +10  | 42 |
| 8     | Нефтохимик (Бургас) (н)     | 30 | 12 | 3 | 15 | 41:50 | -9   | 39 |
| 9     | Етър (Велико Търново)       | 30 | 10 | 6 | 14 | 31:54 | -23  | 36 |
| 10    | Шумен (Шумен)               | 30 | 10 | 6 | 14 | 33:50 | -17  | 36 |
| 11    | ЛЕКС (Ловеч) (н)            | 30 | 10 | 6 | 14 | 25:46 | -21  | 36 |
| 12    | Добруджа (Добрич)           | 30 | 10 | 5 | 15 | 32:43 | -11  | 35 |
| 13    | Монтана (Монтана) (н)       | 30 | 9  | 7 | 14 | 31:41 | -10  | 34 |
| 14    | Локомотив (Горна Оряховица) | 30 | 10 | 3 | 17 | 35:53 | -18  | 33 |
| 15    | Пирин (Благоевград)         | 30 | 9  | 3 | 18 | 30:46 | -16  | 30 |
| 16    | Берое (Стара Загора)        | 30 | 3  | 3 | 24 | 27:77 | -50  | 12 |

### Влизат
- Спартак (Варна)
- Левски (Кюстендил)
- Раковски (Русе)

### Отпадат
- Локомотив (Горна Оряховица)
- Пирин (Благоевград)
- Берое (Стара Загора)

1 кръг
- Монтана (Монтана) – Раковски (Русе) 1:0
- Локомотив (София) – Шумен (Шумен) 1:1
- Нефтохимик (Бургас) – Спартак (Варна) 5:2
- Етър (Велико Търново) – Ловеч (Ловеч) 1:0
- Локомотив (Пловдив) – Левски (София) 0:1
- ЦСКА (София) – Ботев (Пловдив) 3:0
- Добруджа (Добрич) – Славия (София) 1:0
- Левски (Кюстендил) – Спартак (Пловдив) 3:0

2 кръг
- Спартак (Вн) – Етър 3:0
- Славия – Локомотив (Пд) 2:0 (1:0 Лъчезар Дафков, 2:0 Петър Цветанов)
- Спартак (Пд) – ЦСКА 2:4
- Монтана – Левски (Кн) 1:1
- Шумен – Добруджа 1:0
- Левски (Сф) – Нефтохимик 1:2
- Раковски – Ловеч 2:0
- Ботев (Пд) – Локомотив (Сф) 3:0

3 кръг
- Добруджа – Ботев (Пд) 1:0
- Нефтохимик – Славия 1:0
- ЦСКА – Монтана 1:2
- Локомотив (Пд) – Шумен 2:0
- Ловеч – Спартак (Вн) 0:0
- Етър – Левски (Сф) 0:1
- Левски (Кн) – Раковски 3:0
- Локомотив (Сф) – Спартак (Пд) 4:0

4 кръг
- Славия – Етър 2:0
- Монтана – Локомотив (Сф) 0:0
- Спартак (Пд) – Добруджа 1:1
- Ботев (Пд) – Локомотив (Пд) 5:0
- Левски (Кн) – ЦСКА 0:0
- Левски (Сф) – Ловеч 4:0
- Шумен – Нефтохимик 2:3
- Раковски – Спартак (Вн) 3:0

5 кръг
- Ловеч – Славия 0:1 (0:1 Владко Шаламанов)
- Нефтохимик – Ботев (Пд) 2:0
- ЦСКА – Раковски 2:0
- Спартак (Вн) – Левски (Сф) 0:0
- Локомотив (Сф) – Левски (Кн) 3:0
- Етър – Шумен 1:0
- Локомотив (Пд) – Спартак (Пд) 1:0
- Добруджа – Монтана 1:0

6 кръг
- Славия – Спартак (Вн) 3:0
- Левски (Кн) – Добруджа 2:0
- ЦСКА – Локомотив (Сф) 1:5
- Спартак (Пд) – Нефтохимик 0:0
- Ботев (Пд) – Етър 1:0
- Раковски – Левски (Сф) 0:1
- Монтана – Локомотив (Пд) 2:0
- Шумен – Ловеч 1:1

7 кръг
- Левски (Сф) – Славия 0:0
- Ловеч – Ботев (Пд) 3:0
- Локомотив (Пд) – Левски (Кн) 2:2
- Нефтохимик – Монтана 1:0
- Добруджа – ЦСКА 2:0
- Спартак (Вн) – Шумен 2:0
- Етър – Спартак (Пд) 1:0
- Локомотив (Сф) – Раковски 4:1

8 кръг
- ЦСКА – Локомотив (Пд) 1:0
- Левски (Кн) – Нефтохимик 1:0
- Раковски – Славия 2:4
- Шумен – Левски (Сф) 0:2
- Спартак (Пд) – Ловеч 2:1
- Ботев (Пд) – Спартак (Вн) 1:3
- Локомотив (Сф) – Добруджа 2:0
- Монтана – Етър 0:0

9 кръг
- Нефтохимик – ЦСКА 2:2
- Локомотив (Пд) – Локомотив (Сф) 1:0
- Славия – Шумен 4:0
- Ловеч – Монтана 1:1
- Спартак (Вн) – Спартак (Пд) 8:1
- Левски (Сф) – Ботев (Пд) 2:1
- Етър – Левски (Кн) 1:0
- Добруджа – Раковски 2:0

10 кръг
- Локомотив (Сф) – Нефтохимик 3:1
- Спартак (Пд) – Левски (Сф) 0:1
- Монтана – Спартак (Вн) 2:3
- Ботев (Пд) – Славия 0:1 (0:1 Владко Шаламанов)
- Раковски – Шумен 4:0
- ЦСКА – Етър 1:1
- Добруджа – Локомотив (Пд) 2:0
- Левски (Кн) – Ловеч 0:0

11 кръг
- Славия – Спартак (Пд) 2:0
- Нефтохимик – Добруджа 5:1
- Ловеч – ЦСКА 0:0
- Левски (Сф) – Монтана 2:1
- Шумен – Ботев (Пд) 1:1
- Етър – Локомотив (Сф) 0:1
- Локомотив (Пд) – Раковски 2:0
- Спартак (Вн) – Левски (Кн) 2:1

12 кръг
- Левски (Кн) – Левски (Сф) 2:0
- ЦСКА – Спартак (Вн) 4:0
- Добруджа – Етър 0:2
- Спартак (Пд) – Шумен 4:2
- Локомотив (Пд) – Нефтохимик 2:0
- Монтана – Славия 1:1
- Раковски – Ботев (Пд) 1:1
- Локомотив (Сф) – Ловеч 3:1

13 кръг
- Левски (Сф) – ЦСКА 3:1
- Ботев (Пд) – Спартак (Пд) 2:0
- Славия – Левски (Кн) 3:0 (1:0 Мариус Уруков (18), 3:0 Владко Шаламанов (26, 51))
- Спартак (Вн) – Локомотив (Сф) 1:2
- Нефтохимик – Раковски 3:2
- Етър – Локомотив (Пд) 3:0
- Шумен – Монтана 0:1
- Ловеч – Добруджа 0:0

14 кръг
- Локомотив (Сф) – Левски (Сф) 0:2
- ЦСКА – Славия 1:0
- Нефтохимик – Етър 3:0
- Левски (Кн) – Шумен 2:0
- Добруджа – Спартак (Вн) 3:2
- Монтана – Ботев (Пд) 3:0
- Локомотив (Пд) – Ловеч 2:1
- Раковски – Спартак (Пд) 2:0

15 кръг
- Славия – Локомотив (Сф) 1:1
- Шумен – ЦСКА 1:0
- Левски (Сф) – Добруджа 2:0
- Ботев (Пд) – Левски (Кн) 3:0
- Ловеч – Нефтохимик 0:2
- Спартак (Вн) – Локомотив (Пд) 2:0
- Етър – Раковски 1:0
- Спартак (Пд) – Монтана 2:1

16 кръг
- Левски (Сф) – Локомотив (Пд) 4:0
- Спартак (Пд) – Левски (Кн) 1:0
- Славия – Добруджа 2:0
- Спартак (Вн) – Нефтохимик 3:0
- Ботев (Пд) – ЦСКА 0:4
- Шумен – Локомотив (Сф) 0:0
- Ловеч – Етър 0:0
- Раковски – Монтана 0:0

17 кръг
- Локомотив (Сф) – Ботев (Пд) 2:1
- Нефтохимик – Левски (Сф) 5:1
- Левски (Кн) – Монтана 1:1
- Етър – Спартак (Вн) 2:1
- Добруджа – Шумен 1:0
- ЦСКА – Спартак (Пд) 3:1
- Ловеч – Раковски 2:1
- Локомотив (Пд) – Славия 2:4 (0:2 Наско Сираков (6, 16), 0:3 Владимир Иванов (45), 0:4 Мариус Уруков (52), 1:4 Георги Иванов (59), 2:4 Георги Димитров (85))

18 кръг
- Монтана – ЦСКА 0:1
- Славия – Нефтохимик 2:0 (1:0 Наско Сираков, 2:0 Петър Цветанов)
- Левски (Сф) – Етър 2:0
- Ботев (Пд) – Добруджа 1:0
- Спартак (Пд) – Локомотив (Сф) 1:2
- Спартак (Вн) – Ловеч 2:1
- Шумен – Локомотив (Пд) 1:0
- Раковски – Левски (Кн) 1:0

19 кръг
- Етър – Славия 0:2
- Локомотив (Сф) – Монтана 3:0
- ЦСКА – Левски (Кн) 3:0
- Добруджа – Спартак (Пд) 1:0
- Локомотив (Пд) – Ботев (Пд) 0:0
- Ловеч – Левски (Сф) 1:1
- Спартак (Вн) – Раковски 3:1
- Нефтохимик – Шумен 0:0

20 кръг
- Славия – Ловеч 2:0 (1:0 Наско Сираков, 2:0 Димитър Тотев)
- Левски (Кн) – Локомотив (Сф) 2:0
- Ботев (Пд) – Нефтохимик 2:1
- Левски (Сф) – Спартак (Вн) 4:1
- Монтана – Добруджа 3:0
- Раковски – ЦСКА 0:1
- Спартак (Пд) – Локомотив (Пд) 0:0
- Шумен – Етър 3:0

21 кръг
- Спартак (Вн) – Славия 0:2
- Локомотив (Сф) – ЦСКА 0:0
- Етър – Ботев (Пд) 1:2
- Левски (Сф) – Раковски 1:0
- Локомотив (Пд) – Монтана 0:4
- Ловеч – Шумен 3:0
- Нефтохимик – Спартак (Пд) 2:0
- Добруджа – Левски (Кн) 2:1

22 кръг
- Славия – Левски (Сф) 1:1
- Ботев (Пд) – Ловеч 1:0
- Раковски – Локомотив (Сф) 2:1
- Шумен – Спартак (Вн) 2:0
- ЦСКА – Добруджа 2:1
- Спартак (Пд) – Етър 3:0
- Левски (Кн) – Локомотив (Пд) 0:0
- Монтана – Нефтохимик 0:0

23 кръг
- Локомотив (Пд) – ЦСКА 2:1
- Славия – Раковски 2:0
- Левски (Сф) – Шумен 2:1
- Добруджа – Локомотив (Сф) 0:1
- Етър – Монтана 4:0
- Ловеч – Спартак (Пд) 2:0
- Нефтохимик – Левски (Кн) 3:0
- Спартак (Вн) – Ботев (Пд) 2:1

24 кръг
- Локомотив (Сф) – Локомотив (Пд) 4:0
- Шумен – Славия 0:1
- Ботев (Пд) – Левски (Сф) 1:1
- Левски (Кн) – Етър 2:0
- Раковски – Добруджа 3:1
- Монтана – Ловеч 3:2
- Спартак (Пд) – Спартак (Вн) 0:1
- ЦСКА – Нефтохимик 1:1

25 кръг
- Левски (Сф) – Спартак (Пд) 3:0
- Славия – Ботев (Пд) 1:0 (1:0 Мариус Уруков (18))
- Нефтохимик – Локомотив (Сф) 1:1
- Локомотив (Пд) – Добруджа 3:1
- Шумен – Раковски 2:0
- Спартак (Вн) – Монтана 2:0
- Ловеч – Левски (Кн) 3:0
- Етър – ЦСКА 0:0

26 кръг
- ЦСКА – Ловеч 4:0
- Монтана – Левски (Сф) 1:3
- Спартак (Пд) – Славия 1:3
- Левски (Кн) – Спартак (Вн) 1:0
- Раковски – Локомотив (Пд) 4:1
- Добруджа – Нефтохимик 1:3
- Локомотив (Сф) – Етър 3:0
- Ботев (Пд) – Шумен 0:1

27 кръг
- Нефтохимик – Локомотив (Пд) 4:0
- Левски (Сф) – Левски (Кн) 3:0
- Славия – Монтана 3:1
- Спартак (Вн) – ЦСКА 1:3
- Ботев (Пд) – Раковски 1:1
- Етър – Добруджа 2:2
- Ловеч – Локомотив (Сф) 2:0
- Шумен – Спартак (Пд) 3:1

28 кръг
- ЦСКА – Левски (Сф) 1:0
- Спартак (Пд) – Ботев (Пд) 2:4
- Локомотив (Сф) – Спартак (Вн) 5:0
- Левски (Кн) – Славия 0:0
- Добруджа – Ловеч 1:2
- Раковски – Нефтохимик 2:1
- Локомотив (Пд) – Етър 2:0
- Монтана – Шумен 3:1

29 кръг
- Левски (Сф) – Локомотив (Сф) 0:1
- Славия – ЦСКА 0:0
- Ботев (Пд) – Монтана 0:0
- Спартак (Вн) – Добруджа 2:3
- Етър – Нефтохимик 0:2
- Ловеч – Локомотив (Пд) 1:1
- Шумен – Левски (Кн) 3:1
- Спартак (Пд) – Раковски 0:0

30 кръг
- Локомотив (Сф) – Славия 2:2
- Добруджа – Левски (Сф) 2:1
- Нефтохимик – Ловеч 5:2
- ЦСКА – Шумен 4:2
- Левски (Кн) – Ботев (Пд) 2:1
- Локомотив (Пд) – Спартак (Вн) 2:1
- Монтана – Спартак (Пд) 1:2
- Раковски – Етър 1:1

## Голмайстори на „А РФГ“
- 21 – Иво Георгиев (Спартак Вн)
- 18 – Веско Петков (Нефтохимик)
- 16 – Наско Сираков (Ботев Пд – 0, Славия – 16)
- 12 – Симеон Чилибонов (Локомотив Сф)
- 11 – Анатоли Тонов (Монтана)
- – – – Димчо Беляков (Ловеч)
- 10 – Христо Йовов (Левски Сф)
- – – – Мариян Христов (Левски Сф)
- – – – Димитър Тотев (Раковски – 9, Славия – 1)
- 9- – Владко Шаламанов (Славия)
- – – – Илиян Симеонов (Левски Сф)
- – – – Дончо Донев (Локомотив Сф – 4, Левски Сф – 5)
- – – – Петър Михтарски (ЦСКА)
- – – – Петър Жабов (ЦСКА)
- 8- – Диян Петков (Локомотив Сф)
- – – – Диян Божилов (Добруджа)
- – – – Тодор Праматаров (Монтана)
- – – – Ивелин Спасов (Шумен)
- 7- – Валентин Станчев (Спартак Вн)
- – – – Костадин Видолов (Ботев Пд)
- – – – Атанас Киров (Славия)
- – – – Станчо Цонев (Нефтохимик)
- – – – Станимир Димитров (Нефтохимик)
- – – – Мирослав Мирославов (Шумен)
- – – – Йордан Маринов (Локомотив Сф)
- 6- – Михаил Михайлов (Левски Кн)
- – – – Драгомир Делев (Левски Кн)
- – – – Ристе Милосавов (Добруджа – 2, ЦСКА – 4)
- – – – Георги Георгиев (ЦСКА)
- – – – Тодор Киселичков (Нефтохимик)
- – – – Николай Николов (Спартак Пд)
- – – – Румен Панайотов (Монтана)
- – – – Ваньо Шишков (Славия – 1, Раковски – 5)
- 5- – Красимир Димитров (Нефтохимик)
- – – – Георги Борисов (Локомотив Сф)
- – – – Румен Иванов (Ботев Пд)
- – – – Анастас Петров (Ботев Пд)
- – – – Георги Марков (Ботев Пд)
- – – – Георги Донков (ЦСКА)
- – – – Симеон Кръстев (Раковски)
- – – – Филип Теофоолу (Раковски)
- – – – Стойчо Стоилов (Добруджа)
- – – – Йордан Николов (Етър)
- 4- – Тодор Зайцев (Левски Сф)
- – – – Марчо Дафчев (Спартак Вн)
- – – – Мариус Уруков (Славия)
- – – – Цветозар Дерменджиев (Левски Кн – 3, Славия – 1)
- – – – Румен Христов (ЦСКА)
- – – – Иво Славчев (Локомотив Сф)
- – – – Веселин Геров (Ботев Пд – 2, Локомотив Сф – 2)
- – – – Велиян Парушев (Нефтохимик)
- – – – Иван Добревски (Славия – 1, Ботев Пд – 3)
- – – – Бойко Величков (ЦСКА – 1, Ловеч – 3)
- – – – Васил Кръстев (Локомотив Пд)
- 3- – Владимир Иванов (Славия)
- – – – Николай Праматаров (Спартак Пд – 2, Славия – 1)
- – – – Благо Александров (Левски Кн)
- – – – Емил Велев (Левски Сф)
- – – – Димитър Трендафилов (Спартак Вн)
- – – – Сергей Димитров (Спартак Вн)
- – – – Михаил Христов (Спартак Вн)
- – – – Йовко Иванов (Локомотив Пд)
- – – – Георги Иванов (Локомотив Пд)
- – – – Георги Димитров (Локомотив Пд)
- – – – Стефан Драганов (Локомотив Пд)
- – – – Николай Петрунов (Добруджа)
- – – – Гено Добревски (Славия – 2, Ботев Пд – 1)
- – – – Ясен Петров (Локомотив Сф)
- – – – Здравко Лазаров (ЦСКА)

## Шампион на страната
Славия (София):
Състав:
- Здравко Здравков (30 мача/0 гола)
- Владимир Иванов (28/3)
- Стоян Ацаров (23/0)
- Стефан Колев (27/0), капитан
- Кирил Качаманов (23/0)
- Мариус Уруков (28/4)
- Диян Ангелов (24/1)
- Наско Сираков (23/16)
- Димитър Тотев (8/1, има 9 гола за Раковски (Русе))
- Александър Панталеев (12/0)
- Атанас Киров (26/7)
- Стойчо Драгов (3/0)
- Михаил Захариев (7/0)
- Петър Цветанов (20/2)
- Добромир Минчев (9/0)
- Николай Праматаров (6/1, има 2 гола за Спартак (Пловдив))
- Антон Димитров (17/1)
- Кирил Метков (7/0)
- Цветозар Дерменджиев (5/1, има 3 гола за Левски (Кюстендил)).

През есенния полусезон в отбора се състезават още:
- Владко Шаламанов (15/9, отишъл в Алтай (Измир))
- Гено Добревски (11/2, отишъл в Ботев (Пловдив))
- Иван Добревски (14/1, отишъл в Ботев (Пловдив))
- Ваньо Шишков (4/1, отишъл в Раковски (Русе))
- Лъчезар Дафков (3/1, отишъл в Миньор (Перник))
- Иван Пасков (1/0, отишъл в Академик (София))
- Добрин Рагин (1/0, отишъл в Кремиковци).

## Б ПФГ
| Отбор | Отбор                       | М  | П  | Р | З  | Г.Р.  | Г.Р. | Т  |
| ----- | --------------------------- | -- | -- | - | -- | ----- | ---- | -- |
| 1     | Марица (Пловдив)            | 38 | 23 | 7 | 8  | 68:27 | +41  | 76 |
| 2     | Миньор (Перник)             | 38 | 24 | 3 | 11 | 60:31 | +29  | 75 |
| 3     | Спартак (Плевен)            | 38 | 21 | 5 | 12 | 59:39 | +20  | 68 |
| 4     | Пирин (Благоевград)         | 38 | 20 | 8 | 10 | 56:32 | +24  | 68 |
| 5     | Академик (София)            | 38 | 18 | 8 | 12 | 56:49 | +7   | 62 |
| 6     | Черно море (Варна)          | 38 | 18 | 6 | 14 | 51:46 | +5   | 60 |
| 7     | Олимпик (Галата)            | 38 | 16 | 9 | 13 | 46:44 | +2   | 57 |
| 8     | Хасково                     | 38 | 16 | 8 | 14 | 58:49 | +9   | 56 |
| 9     | Чардафон (Габрово)          | 38 | 17 | 5 | 16 | 40:34 | +6   | 56 |
| 10    | Септември (София)           | 38 | 17 | 4 | 17 | 61:52 | +9   | 55 |
| 11    | Чирпан                      | 38 | 16 | 7 | 15 | 41:38 | +3   | 55 |
| 12    | Локомотив (Русе)            | 38 | 16 | 7 | 15 | 32:51 | -19  | 55 |
| 13    | Локомотив (Горна Оряховица) | 38 | 16 | 6 | 16 | 49:46 | +3   | 54 |
| 14    | Хебър (Пазарджик)           | 38 | 16 | 5 | 17 | 57:51 | +6   | 53 |
| 15    | Хан Аспарух (Исперих)       | 38 | 14 | 9 | 15 | 47:48 | -1   | 51 |
| 16    | Беласица (Петрич)           | 38 | 13 | 3 | 22 | 38:57 | -19  | 42 |
| 17    | Дунав (Русе)                | 38 | 12 | 6 | 20 | 40:64 | -24  | 42 |
| 18    | Берое (Стара Загора)        | 38 | 10 | 6 | 22 | 38:67 | -29  | 36 |
| 19    | Сторгозия (Плевен)          | 38 | 8  | 6 | 24 | 40:70 | -30  | 30 |
| 20    | Арда (Кърджали)             | 38 | 6  | 8 | 24 | 22:64 | -42  | 26 |